# 川辺邦好
川辺 邦好（かわべ くによし）は、日本のアマチュア野球選手である。ポジションは内野手（遊撃手）。

## 来歴・人物
育英高等学校では1971年、夏の甲子園兵庫県予選で準々決勝に進むが、松本哲を打の主軸とする報徳学園に敗退。高校同期に山本雅夫がいた。
高校卒業後に三菱重工神戸に入社、一番打者、遊撃手として活躍する。1972年の都市対抗で小西酒造の補強選手として、二塁手として自身にとって初めて都市対抗に出場し、翌年の都市対抗にも出場した。1975年の都市対抗へのチーム5年ぶりの出場に貢献。しかし1回戦で電電北海道の柳俊之、有沢賢持（日産サニー札幌から補強）の継投に抑えられ1-2で敗れる。翌1976年の都市対抗にも出場。増岡義教の好投もあり準決勝に進むが、日本鋼管に延長11回2-3で惜敗。この大会では17打数7安打の好成績で打撃賞を獲得、大会優秀選手にも選出される。同年のアマチュア野球世界選手権日本代表となり、社会人ベストナイン（遊撃手）にも選出された。同年のドラフト会議で阪神タイガースから3位指名を受けたが、拒否して残留。1977年のインターコンチネンタルカップ、1978年、1980年のアマチュア野球世界選手権でも日本代表となる。1978年の都市対抗には新エース香川正人を擁し出場、1回戦で東芝の黒紙義弘に完封負け。同年の社会人野球日本選手権は準々決勝に進むが、松下電器の福間納に抑えられ延長10回サヨナラ負けを喫する。1984年の都市対抗で10年連続出場の表彰を受けた。
引退後は、三菱重工神戸のコーチ、監督を務めた。